# 松岡拓公雄
松岡 拓公雄（まつおか たけお、1952年4月12日 - ）は、日本の建築家。滋賀県立大学環境科学部教授を経て、亜細亜大学都市創造学部学部長。兵庫県出身、九州と北海道で育つ。
1976年に東京芸術大学美術学部を卒業し、1978年に大学院美術研究科天野太郎研究室（環境建築デザイン）修了。1978年から丹下健三都市建築研究所に勤務、東京都庁コンペ終了後、1986年に仲間に呼びかけ（株）アーキテクトファイブを設立、共同主宰型の事務所とする。1999年に滋賀県立大学助教授就任。2006年にアーキテクトファイブのパートナーを解体し、新たに（合）アーキテクトシップを東京と滋賀に設立。以後、関東と関西にて教育、設計活動に従事。地産地消型環境建築を研究実践している。

## 主な建築物
- 池袋セゾンミュージアム
- EXPO'90 カレイドスコープ
- LINK（ビーユージー本社研究所＋db−soft本社研究所）
- BASE（長田電機工場研究所）
- 三戸村役場＋保健センター
- 鳥取フラワーパーク（鳥取展望回廊）
- SME（ソニーミュージックエンターテインメント本社）
- SSCT（システミソリューションセンター栃木）
- モエレ沼公園
- 赤レンガ(札幌市)